# 半山芭監獄

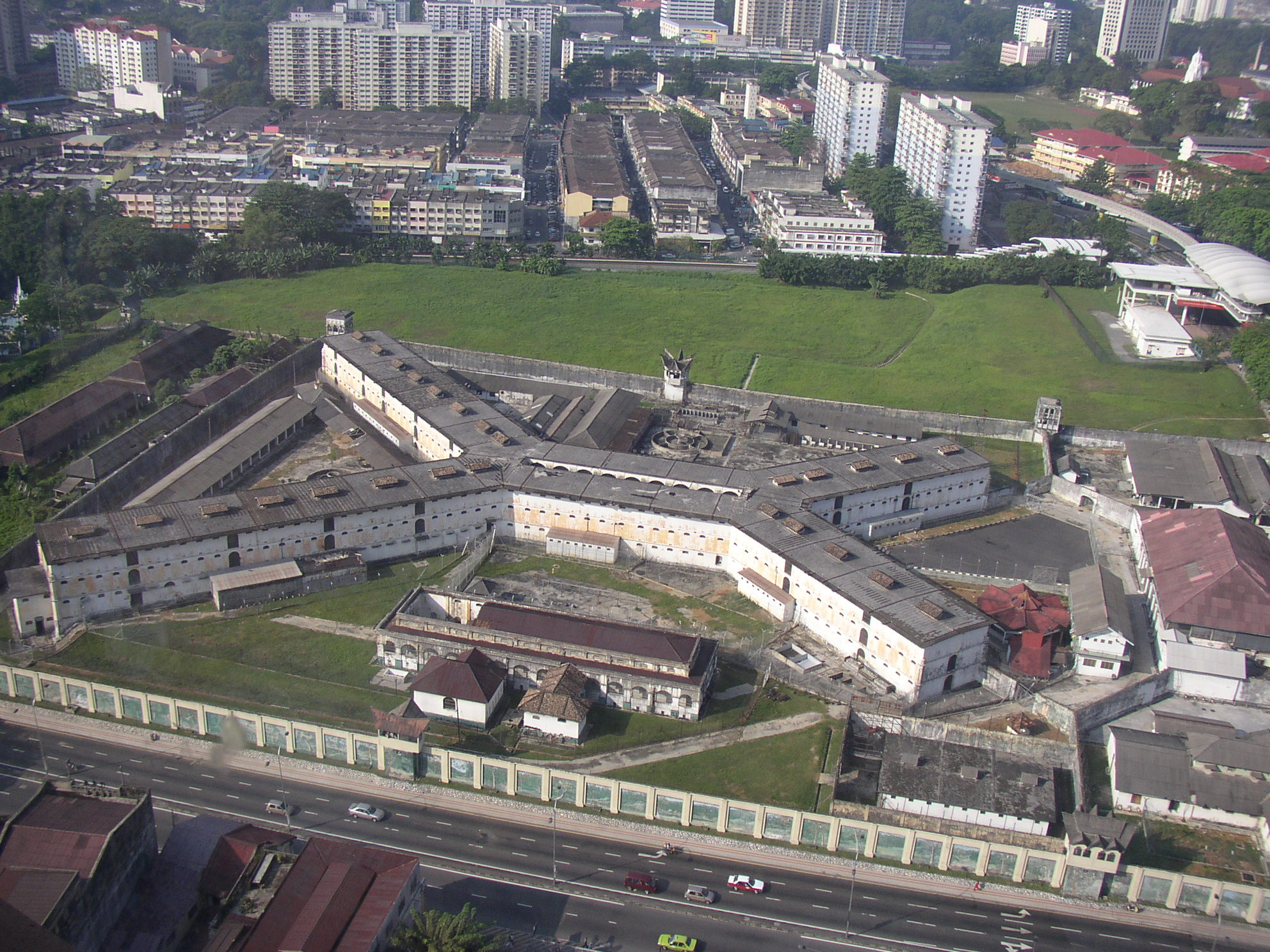
自成功時代廣場俯瞰

半山芭監獄是馬來西亞吉隆坡的一座監獄，位於市中心半山芭。
英殖民地政府在1891年花費138,000令吉興建監獄，1895年落成。佔地10公頃，內有6排建築物，130個囚室。初期，監獄只可容納約600名犯人，之後擴建至可容納2000名犯人，其中D座建築物是執行死刑的地點。
1986年10月17日，曾发生囚犯挟持人质事件，成为轰动国内外的大事件。
1989年，时任首相马哈迪·莫哈末把半山芭监狱搬迁至另一个适合地点，以便一劳永逸地解决牢房不足的问题。半山芭监狱的囚犯迁至双溪毛糯监狱，该监狱耗资1亿6000万令吉兴建，囚犯自1996年10月31日开始分批迁至双溪毛糯监狱，搬迁工作费时3天才完成。此後曾改為博物館。
2009至2012年开始被拆卸，以拓寬道路和興建商業区。如今半山芭监狱只剩下一座门墙。其余部分则已开发为武吉免登城中城。

## 壁畫
1983年鄺炎章、曾戴登和林金祥使用超過1,000個小時在監獄外墻繪上長270公尺的壁畫，創下當時全球最長壁畫記錄。